# The Pale Emperor
Albums de Marilyn Manson
Born Villain
(2012) Heaven Upside Down
(2017)
Singles
1. Third Day of a Seven Day Binge
Sortie : 26 octobre 2014[1]

The Pale Emperor est le neuvième album studio de Marilyn Manson, sorti le 15 janvier 2015 aux labels Cooking Vinyl et Hell, etc., Records. L'album est produit par Marilyn Manson et Tyler Bates. Gil Sharone et Twiggy Ramirez participent également à son écriture.

## Développement
Le groupe développe la production d'un nouvel album en 2013. Le 1er février, le créateur de Sons of Anarchy, Kurt Sutter, annonce l'écriture d'une chanson avec Shooter Jennings, sur laquelle Manson fera la partie vocale. En plus de confirmer la participation de  Shooter Jennings à l'enregistrement de The Pale Emperor, Sutter explique que la chanson apparaîtra dans la septième et dernière saison de Sons of Anarchy, et confirme l'implication de Manson dans la série, dans le rôle d'un membre de la suprématie blanche, Ron Tully,. Le 25 juin, Fred Sablan confirme son départ du groupe, d'un commun accord. Le 3 septembre, Manson confirme l'album comme étant « prêt à atterrir », indiquant que sa production est terminée.

## Sortie et promotion
Une nouvelle chanson, intitulée Cupid Carries a Gun, est utilisée comme générique d'ouverture pour la série Salem. La chanson est composée aux côtés de Tyler Bates,. Une autre chanson, Killing Strangers, est utilisée dans le film John Wick, sorti le 24 novembre,. Le 26 octobre, Third Day of a Seven Day Binge est émise pour la première fois sur BBC Radio 1 par Daniel P. Carter. La chanson est immédiatement mise en ligne en téléchargement gratuit sur le site officiel de Manson, tandis que Deep Six est jouée à de multiples reprises en tournée.
La performance programmée de Manson au Park Live Festival de Moscou, en Russie, le 27 juin est annulée par les organisateurs avant l'arrivée du groupe au concert. Des menaces terroristes sont prises au sérieux, tandis que des activistes affiliés à l'Église orthodoxe russe manifestent dans la rue. L'incident mène à l'agression de plusieurs membres du groupe à la sortie de leur hôtel. Deux jours plus tard, une autre performance est programmée à Novossibirsk, également annulée  cette fois par les autorités, qui accusent Manson d'insulter les croyances de l'Église orthodoxe et pour avoir prôné « promotion du sadomasochisme ».

## Liste des titres
| 1.    | Killing Strangers                 | 5:36 |
| 2.    | Deep Six                          | 5:02 |
| 3.    | Third Day of a Seven Day Binge    | 4:26 |
| 4.    | The Mephistopheles of Los Angeles | 4:57 |
| 5.    | Warship My Wreck                  | 5:57 |
| 6.    | Slave Only Dreams to be King      | 5:20 |
| 7.    | The Devil Beneath My Feet         | 4:16 |
| 8.    | Birds of Hell Awaiting            | 5:05 |
| 9.    | Cupid Carries a Gun               | 4:59 |
| 10.   | Odds of Even                      | 6:22 |
| 52:00 |                                   |      |

| Deluxe version (bonus tracks) | Deluxe version (bonus tracks) | Deluxe version (bonus tracks) | Deluxe version (bonus tracks) | Deluxe version (bonus tracks) | Deluxe version (bonus tracks) | Deluxe version (bonus tracks) | Deluxe version (bonus tracks) | Deluxe version (bonus tracks) | Deluxe version (bonus tracks) |
| No                            | Titre                         | Durée                         |                               |                               |                               |                               |                               |                               |                               |
| ----------------------------- | ----------------------------- | ----------------------------- | ----------------------------- | ----------------------------- | ----------------------------- | ----------------------------- | ----------------------------- | ----------------------------- | ----------------------------- |
| 11.                           | Day 3                         | 4:11                          |                               |                               |                               |                               |                               |                               |                               |
| 12.                           | Fated, Faithful, Fatal        | 4:41                          |                               |                               |                               |                               |                               |                               |                               |
| 13.                           | Fall of the House of Death    | 4:30                          |                               |                               |                               |                               |                               |                               |                               |
| 65:22                         |                               |                               |                               |                               |                               |                               |                               |                               |                               |

## Crédits
Musiciens principaux
- Marilyn Manson : chant, percussions, compositeur, producteur
- Tyler Bates : guitare basse, guitare électrique, arpeggione, claviers, composition, programmation, production
- Gil Sharone : batterie

Musiciens supplémentaires
- Frank Macchia : saxophone baryton, saxophone ténor (sur « Birds of Hell Awaiting »)
- Roger Joseph Manning, Jr. : piano (sur « Slave Only Dreams to be King »)
- Walton Goggins : Voix du prêcheur (sur « Slave Only Dreams To he King »)

Techniciens
- Brian Lucey : mastering
- Robert Carranza : mixage
- Wolfgang Matthes : mixing
- Nicholas Cope : photographie